# Чебура
Чебура — река в Кемеровской области России. Устье реки находится в 62 км от устья Касьмы по левому берегу. Длина реки — 38 км.
В 24 км от устья по левому берегу реки впадает река Чебурушка.
Вдоль реки расположены населённые пункты (в том числе бывшие): Чебура, Уфимцево, Иван-Брод, Дурново, Красное.

## Данные водного реестра
По данным государственного водного реестра России относится к Верхнеобскому бассейновому округу, водохозяйственный участок реки — Иня, речной подбассейн реки — бассейны притоков (Верхней) Оби до впадения Томи. Речной бассейн реки — (Верхняя) Обь до впадения Иртыша.